# 鏡中的禮服
《鏡中的禮服》，是日本女歌手酒井法子的第30張單曲。1996年10月9日發售。是酒井法子其中一首代表作，至今總銷量達45萬張，也是本人銷售量第二高的單曲（僅次於《碧绿色的兔子》）。
《鏡中的禮服》是日本電視劇《星之金币2》的主題曲，相對於同樣由酒井法子演唱的前作《星之金币》主題曲《碧绿色的兔子》，這首歌更加凄美和悲傷，突顯了《星之金币2》的悲劇結局。
本歌曲製作了兩個音樂錄影帶，分為常規版以及較少公開的手語版。

## 收錄曲目
1. 鏡中的禮服
  - 作詞：；作曲： 宇佐元恭一；編曲：新川博（日语：新川博）
2. 星星細語 with宇佐元恭一
3. 鏡中的禮服（卡啦OK版）
4. 星星細語（卡啦OK版）

## 改編版本
本專輯的主打歌曲《鏡中的禮服》也有以下的改編版本：
- 《微笑》，由何厚華填詞，翁虹主唱。